# Giro de Lombardía 1915
El Giro de Lombardía 1915 fue la 11.ª edición del Giro de Lombardía. Esta carrera ciclista organizada por La Gazzetta dello Sport se disputó el 7 de noviembre de 1915 con salida en Milán y llegada a Torretta después de un recorrido de 232 km.
La competición fue ganada por el italiano Gaetano Belloni por delante de sus compatriotas Paride Ferrari y Gaetano Garavaglia (Garavaglia-Dunlop).

## Clasificación general
| Posición | Ciclista           | Equipo            | Tiempo     |
| -------- | ------------------ | ----------------- | ---------- |
| 1        | Gaetano Belloni    | Individual        | 6h 42' 24" |
| 2        | Paride Ferrari     | Individual        | m. t.      |
| 3        | Gaetano Garavaglia | Garavaglia-Dunlop | + 2' 56"   |
| 4        | Romeo Poid         | Individual        | m. t.      |
| 5        | Camillo Bertarelli | Ganna             | m. t.      |
| 6        | Lauro Bordin       | Bianchi           | + 7' 58"   |
| 7        | Umberto Ripamonti  | Individual        | m. t.      |
| 8        | Rinaldo Spinelli   | Individual        | m. t.      |
| 9        | Alfredo Sivocci    | Dei               | + 12' 26"  |
| 10       | Giuseppe Contesini | Dei               | m. t.      |